# Valmar Adams

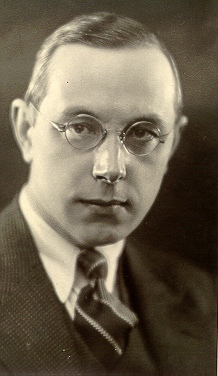
Valmar Adams (1930)

Valmar Adams (nascido Vladimir Karl Moritz Adams ; 30 de janeiro de 1899 - 15 de março de 1993) foi um poeta estoniano, erudito literário e editor. Ele também usou os pseudónimos Vilmar Adams (1924-1933), Vladimir Aleksandrovski e Inno Vask.
Adams nasceu em São Petersburgo em 1899. Em 1909, ele mudou-se para Tartu. Entre 1923 e 1929, estudou na Universidade de Tartu e concluiu um mestrado em literatura estoniana e geral.
Quando em 1928 o Clube PEN Estoniano (filial da PEN International ) foi fundado, ele foi um dos seus membros fundadores. Entre 1940 e 1941, ele foi o editor-chefe do jornal Tartu Kommunist ('Tartu Comunista').
Em 1986, foi feito um filme sobre Valmar Adams intitulado Intiimne Adams ('Adams Íntimo'). Ele morreu em Tartu em 1993, aos 94 anos.
O seu filho Jüri Adams foi um político e ex-Ministro da Justiça da Estónia.